# Жирнаков, Виктор Сергеевич
Виктор Сергеевич Жирнаков (род 4 апреля 1950) в Новокузнецке— генеральный директор Новокузнецкого алюминиевого завода (с июня 2002 года).

## Биография
Окончил Сибирский металлургический институт (г. Новокузнецк). 

В 1974—1995 годах — работал на Новокузнецком алюминиевом заводе в должностях от рабочего до заместителя генерального директора.

В 1995—2000 годах — главный инженер Новокузнецкого алюминиевого завода.

В 2000—2002 годах — генеральный директор ОАО «Алюминиевый завод ОКСА» (г. Саяногорск, Республика Хакасия).
14 января 2018 года присвоено звание - Почётный гражданин Кемеровской области.

## Награды
- орден Трудового Красного Знамени (1990),
- орден «Доблесть Кузбасса» (2005),
- медаль «За особый вклад в развитие Кузбасса» I, II, III степеней,
- почетный знак «За заслуги перед городом Новокузнецком» (2011),
- Почетная грамота Министерства промышленности и торговли РФ (2013),
- медаль «60 -летие Кемеровской области» (2002),
- медаль «За служение Кузбассу» (2004),
- медаль «70 лет Кемеровской области» (2013),
- Орден Почёта Кузбасса (2015),
- почетный знак «Гордость РУСАЛа»(2016)
- Почетный гражданин Новокузнецка (2021)